# جو بنسون
جو بنسون (بالإنجليزية: Joe Benson)‏ هو لاعب كرة قاعدة أمريكي، ولد في 5 مارس 1988 في هينديل في الولايات المتحدة.

## وصلات خارجية
- جو بنسون على موقع دوري كرة القاعدة الرئيسي (الإنجليزية)
- جو بنسون على موقعبيزبول رفرنس.كوم (الدوري الرئيسي) (الإنجليزية)
- جو بنسون على موقعبيزبول رفرنس.كوم (الدوري الثانوي) (الإنجليزية)